# Timothy Weah
Timothy Tarpeh Weah (* 22. února 2000 Brooklyn) je americký profesionální fotbalista, který hraje na pozici útočníka či křídelníka za italský klub Juventus FC a za americký národní tým.
Je synem bývalého profesionálního fotbalisty, držitele Zlatého míče a prezidenta Libérie George Weaha.

## Klubová kariéra
V březnu 2018 debutoval v dresu francouzského Paris Saint-Germain a také si odbyl debut v reprezentačním dresu.
Po hostování v Celticu přestoupil Weah z PSG do Lille OSC. V Lille strávil Weah čtyři sezony a ve 107 zápasech dal osm gólů.
V červnu 2023 přestoupil Weah z Lille do Juventusu za částku okolo 12 milionů eur. Weah se dohodl s klubem na pětileté smlouvě s ročním příjmem dva miliony eur.

## Reprezentační kariéra
Weah byl nominován na závěrečný turnaj Mistrovství světa 2022, v úvodním utkání proti Walesu otevřel skóre.

## Statistiky

### Klubové
| Klub                | Sezóna  | Liga                 | Liga   | Liga | Pohár  | Pohár | Evropské poháry | Evropské poháry | Ostatní | Ostatní | Celkem | Celkem |
| Klub                | Sezóna  | Liga                 | Zápasy | Góly | Zápasy | Góly  | Zápasy          | Góly            | Zápasy  | Góly    | Zápasy | Góly   |
| ------------------- | ------- | -------------------- | ------ | ---- | ------ | ----- | --------------- | --------------- | ------- | ------- | ------ | ------ |
| Paris Saint-Germain | 2017/18 | Ligue 1              | 3      | 0    | —      | —     | —               | —               | —       | —       | 3      | 0      |
| Paris Saint-Germain | 2018/19 | Ligue 1              | 2      | 1    | —      | —     | —               | —               | 1       | 1       | 3      | 2      |
| Paris Saint-Germain | Celkem  | Celkem               | 5      | 1    | —      | —     | —               | —               | 1       | 1       | 6      | 2      |
| Celtic (host.)      | 2018/19 | Scottish Premiership | 13     | 3    | 3      | 1     | 1               | 0               | —       | —       | 17     | 4      |
| Lille               | 2019/20 | Ligue 1              | 3      | 0    | —      | —     | —               | —               | —       | —       | 3      | 0      |
| Lille               | 2020/21 | Ligue 1              | 28     | 3    | 3      | 0     | 6               | 2               | —       | —       | 37     | 5      |
| Lille               | 2021/22 | Ligue 1              | 29     | 3    | —      | —     | 5               | 0               | 1       | 0       | 35     | 3      |
| Lille               | 2022/23 | Ligue 1              | 6      | 0    | 0      | 0     | —               | —               | —       | —       | 6      | 0      |
| Lille               | Celkem  | Celkem               | 66     | 6    | 3      | 0     | 11              | 2               | 1       | 0       | 81     | 8      |
| Celkem              | Celkem  | Celkem               | 84     | 10   | 6      | 1     | 12              | 2               | 2       | 1       | 104    | 14     |

### Reprezentační
| Spojené státy | Spojené státy | Spojené státy |
| Rok           | Zápasy        | Góly          |
| ------------- | ------------- | ------------- |
| 2018          | 8             | 1             |
| 2019          | 0             | 0             |
| 2020          | 2             | 0             |
| 2021          | 8             | 1             |
| 2022          | 8             | 2             |
| Celkem        | 26            | 4             |

#### Reprezentační góly
| Gól | Datum              | Místo                                     | Soupeř  | Skóre | Výsledek | Soutěž                                |
| --- | ------------------ | ----------------------------------------- | ------- | ----- | -------- | ------------------------------------- |
| 1.  | 28. května 2018    | Subaru Park, Chester, Spojené státy       | Bolívie | 3:0   | 3:0      | Přátelský zápas                       |
| 2.  | 16. listopadu 2021 | Independence Park, Kingston, Jamajka      | Jamajka | 1:0   | 1:1      | Kvalifikace na mistrovství světa 2022 |
| 3.  | 1. června 2022     | TQL Stadium, Cincinnati, Spojené státy    | Maroko  | 2:0   | 3:0      | Přátelský zápas                       |
| 4.  | 21. listopadu 2022 | Stadion Ahmada bin Alího, Al Raján, Katar | Wales   | 1:0   | 1:1      | Mistrovství světa 2022                |

## Ocenění

### Klubové

#### Paris Saint-Germain
- Ligue 1: 2017/18, 2018/19[7]
- Trophée des champions: 2018

#### Celtic
- Scottish Premiership: 2018/19
- Scottish Cup: 2018/19

#### Lille
- Ligue 1: 2020/21[7]
- Trophée des champions: 2021[8]

### Reprezentační

#### Spojené státy
- Liga národů CONCACAF: 2019/20[9]